# Julija Dumanska
Julija Dumanska (født 15. august 1996 i Horodenka, Ukraine) er en rumænsk håndboldspiller som spiller for CS Gloria Bistrița-Năsăud og Rumæniens kvindehåndboldlandshold.